# Haussignémont
Haussignémont település Franciaországban, Marne megyében. Lakosainak száma 311 fő (2022. január 1.). Haussignémont Blesme, Dompremy, Favresse, Heiltz-le-Hutier, Scrupt és Thiéblemont-Farémont községekkel határos.

## Népesség
A település népességének változása:
| Lakosok száma | 277  | 202  | 208  | 263  | 293  | 278  | 286  | 304  | 303  | 311  |
|               | 1968 | 1982 | 1990 | 2006 | 2013 | 2015 | 2017 | 2019 | 2020 | 2022 |